# Synagoge (Úsov)
Koordinaten: 49° 48′ 3,1″ N, 17° 0′ 37,5″ O

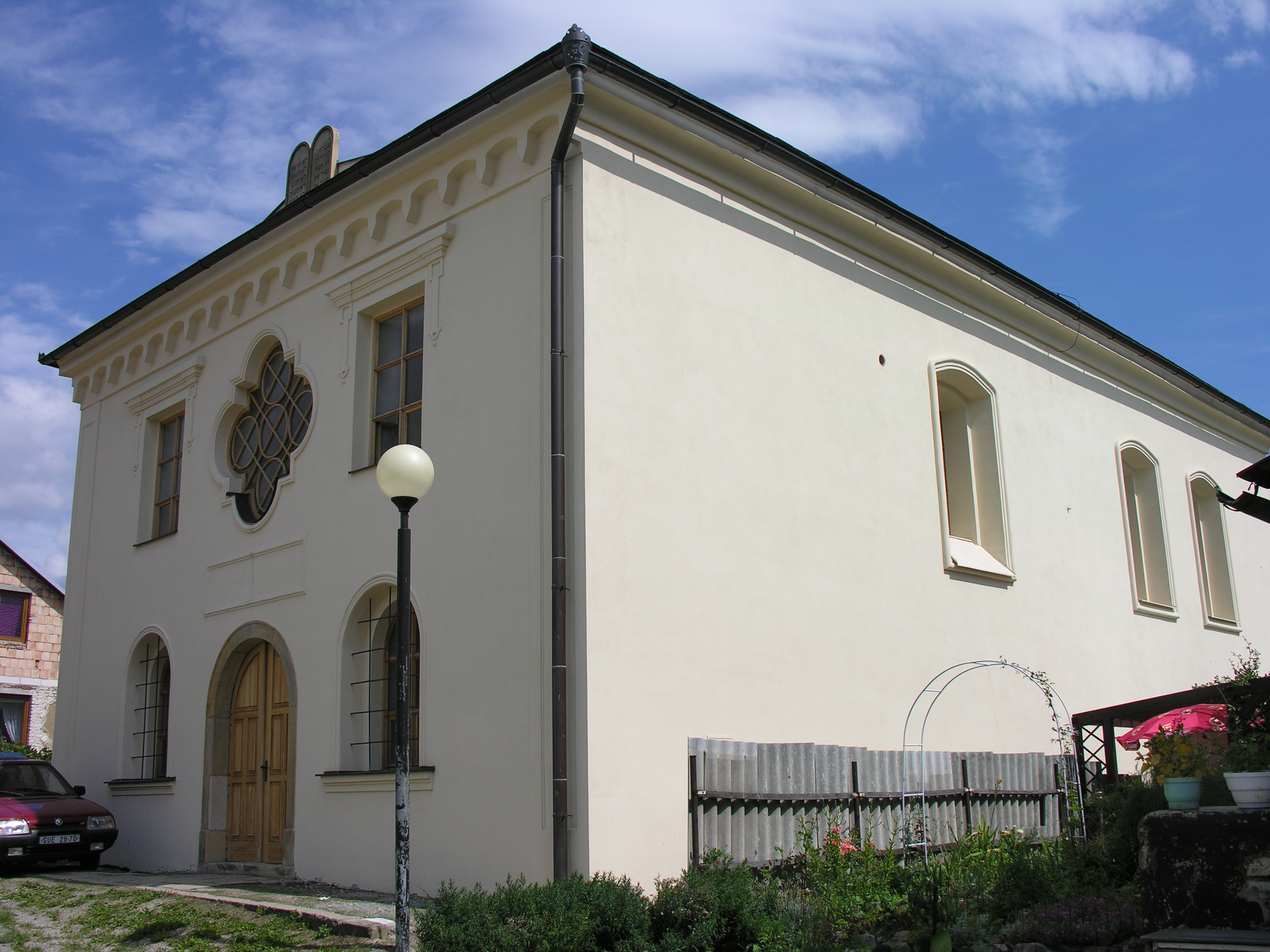
Synagoge in Úsov

Die Synagoge in Úsov ist ein barock-klassizistisches Gebäude in Úsov (deutsch: Mährisch Aussee) in der Region Olomoucký kraj in Tschechien.
Sie wurde im Jahr 1784 anstelle eines 1722 abgebrannten Vorgängerbaus aus dem Jahre 1688 erbaut. Die erste Synagoge in Úsov wurde während des Dreißigjährigen Krieges zerstört und die zweite, im Jahre 1688 gebaut, im Jahr 1722 zerstört.
1938 wurde die Synagoge von den Nazis verwüstet. Nach dem Zweiten Weltkrieg wurde die Synagoge von der Tschechoslowakischen Hussitischen Kirche genutzt. Im Jahre 1993 wurde die Synagoge von Nina Hofmanová gekauft, die das Gebäude reparierte und der Jüdischen Gemeinschaft in Tschechien schenkte.